# Джин-тоник
Джин-тоник (англ. Gin and tonic) — коктейль, содержащий джин и тоник, с добавлением лайма или лимона и льда. Соотношение джина к тонику колеблется от равных пропорций до одного к трём.
В Великобритании, США, Канаде, Австралии, Новой Зеландии и Ирландии коктейль часто называют Джи-энд-Ти (англ. G and T, англ. G&T).

## История
Коктейль был создан офицерами армий президентств — военных сил Ост-Индской компании, действовавших на Индийском субконтиненте. На Индийском субконтиненте и в других тропических регионах малярия была постоянной проблемой для европейцев, и в XVIII веке шотландский врач Джордж Клегхорн изучал, как хинин, традиционное лекарство от малярии, можно использовать для профилактики заболевания. Хинин принимали в виде тоника, но горький вкус был неприятен. Офицеры армий президентств в Индии в начале XIX века стали добавлять в хинин смесь воды, сахара, лайма и джина, чтобы сделать напиток более приятным на вкус, и так появился коктейль из джина и тоника. Офицеры получали джин в качестве части своего пайка. Поскольку сегодня тоник больше не используется в качестве противомалярийного средства, он содержит гораздо меньше хинина, обычно подслащен и, соответственно, гораздо менее горький.

## Украшение
Джин-тоник традиционно украшают ломтиком или долькой лайма, часто слегка выжимаемым в напиток перед тем, как поместить его в стакан. В большинстве стран мира лайм остается единственным обычным гарниром, однако лимон часто используется в качестве альтернативного фрукта. В Соединенном Королевстве употребление лимона и лайма вместе известно как «Эванс». Хотя происхождение использования лимонов неизвестно, их использование восходит по крайней мере к концу 1930-х годов. Кроме того, лимоны часто более доступны и дешевле в покупке, чем лаймы. Использование лимона или лайма является дискуссионным вопросом — некоторые ведущие бренды, такие как Gordon’s, Tanqueray, Bombay Sapphire и другие, рекомендуют использовать лайм в своем Джине.

## Джин-тоник заводского производства

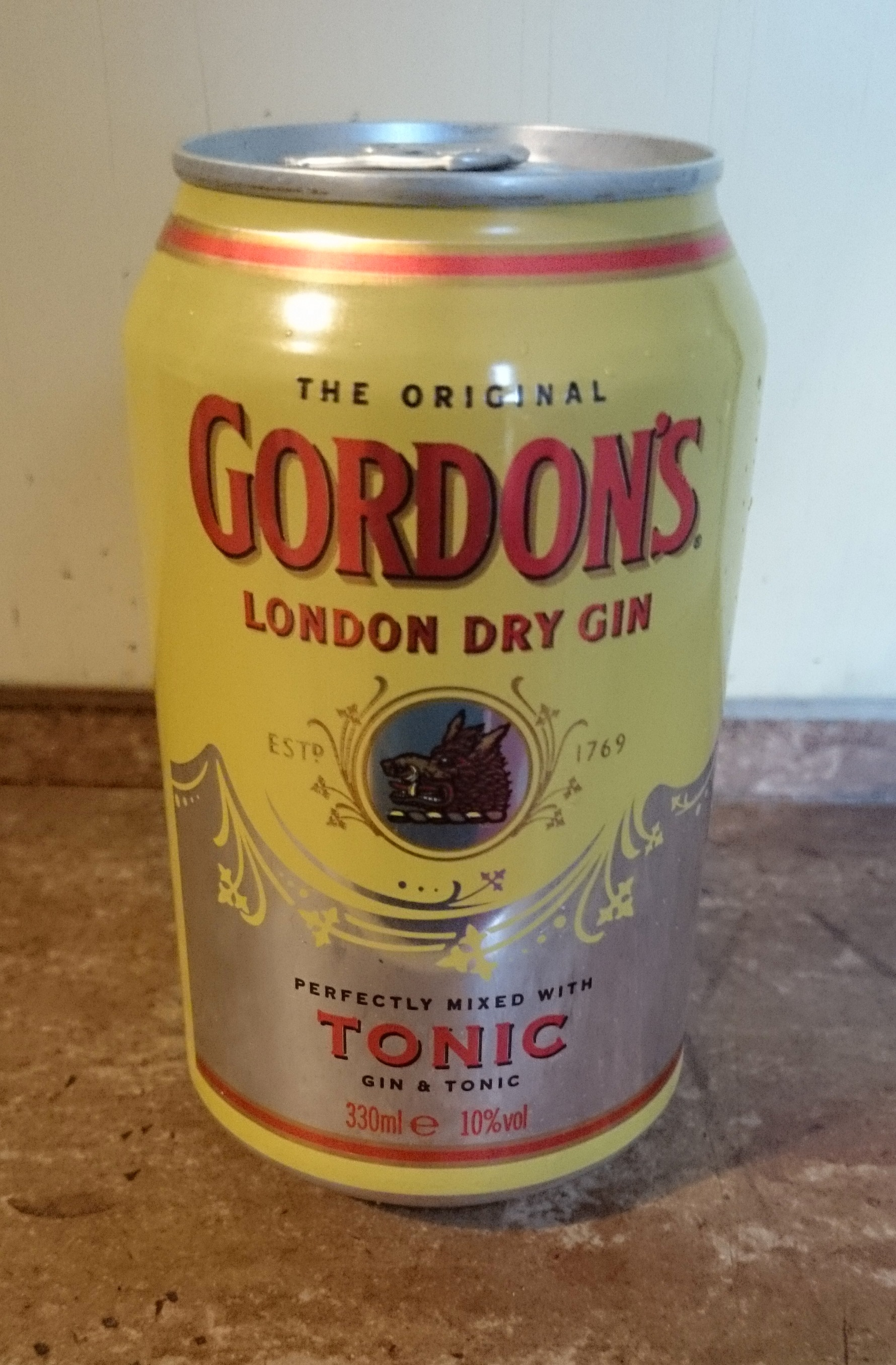
Готовый джин-тоник в банке

Основой джин-тоника заводского производства, продаваемого в стеклянной таре или в жестяных баночках, как и других слабоалкогольных напитков, является не джин, а применяемый в пищевой промышленности этиловый спирт-ректификат с добавлением ароматизаторов лимона и можжевельника.

## В культуре
В телешоу «Дрянь» на BBC1 и Amazon Prime, Флибэг и Священник наслаждаются G&T от Marks and Spencer. Магазин сообщил о 24%-ном росте продаж после выхода эпизодов в эфир.
Международный день джин-тоника, основанный в 2010 году, отмечается во всем мире 19 октября.
Персонаж Мелани Скрофано, миссис МакМюррей, в канадской телевизионной комедии Леттеркенни предпочитает пить джин с тоником.

## Изображения

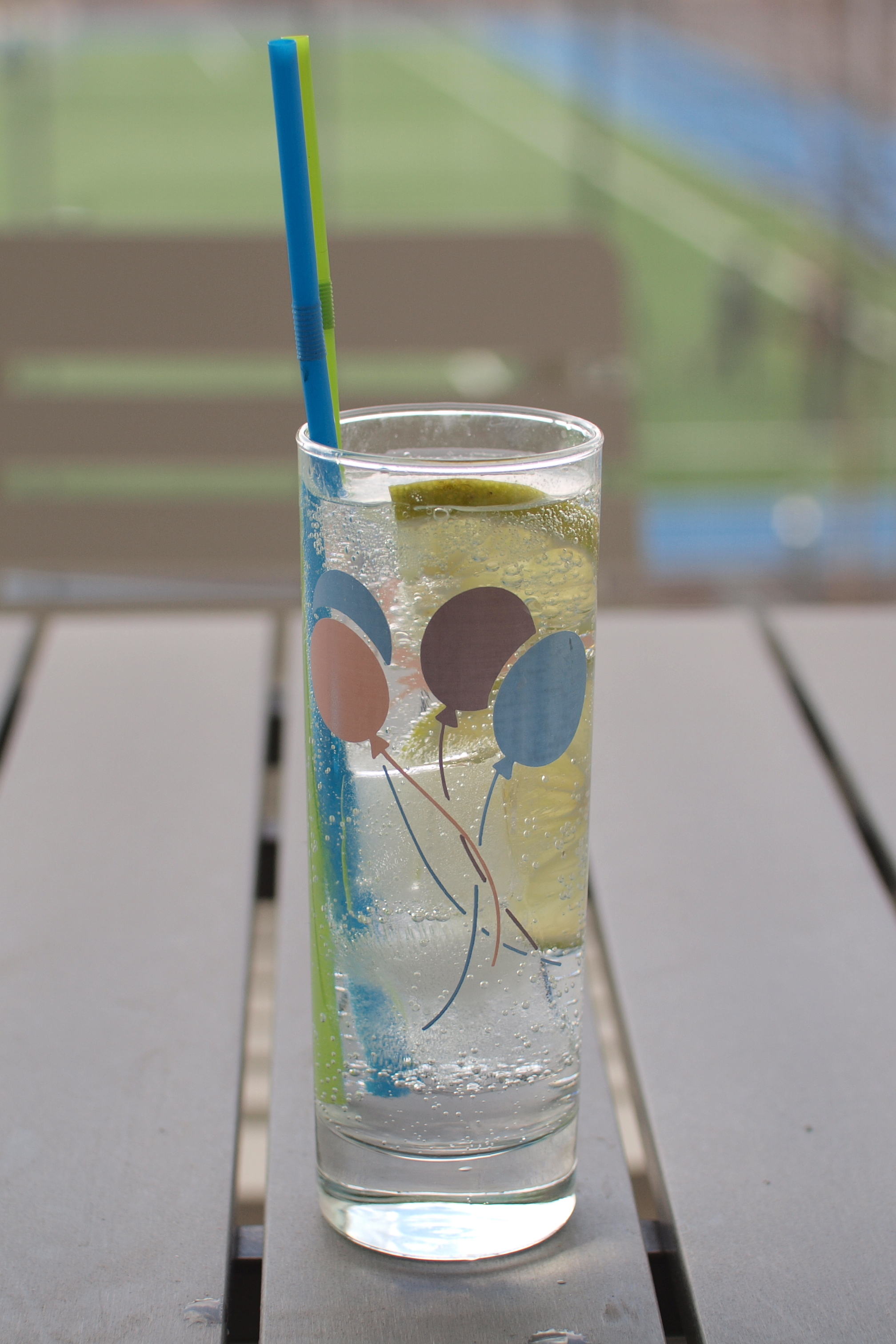
Джин с тоником из джина Bombay Sapphire London Dry Gin и индийского тоника Schweppes, украшенный ломтиками лайма
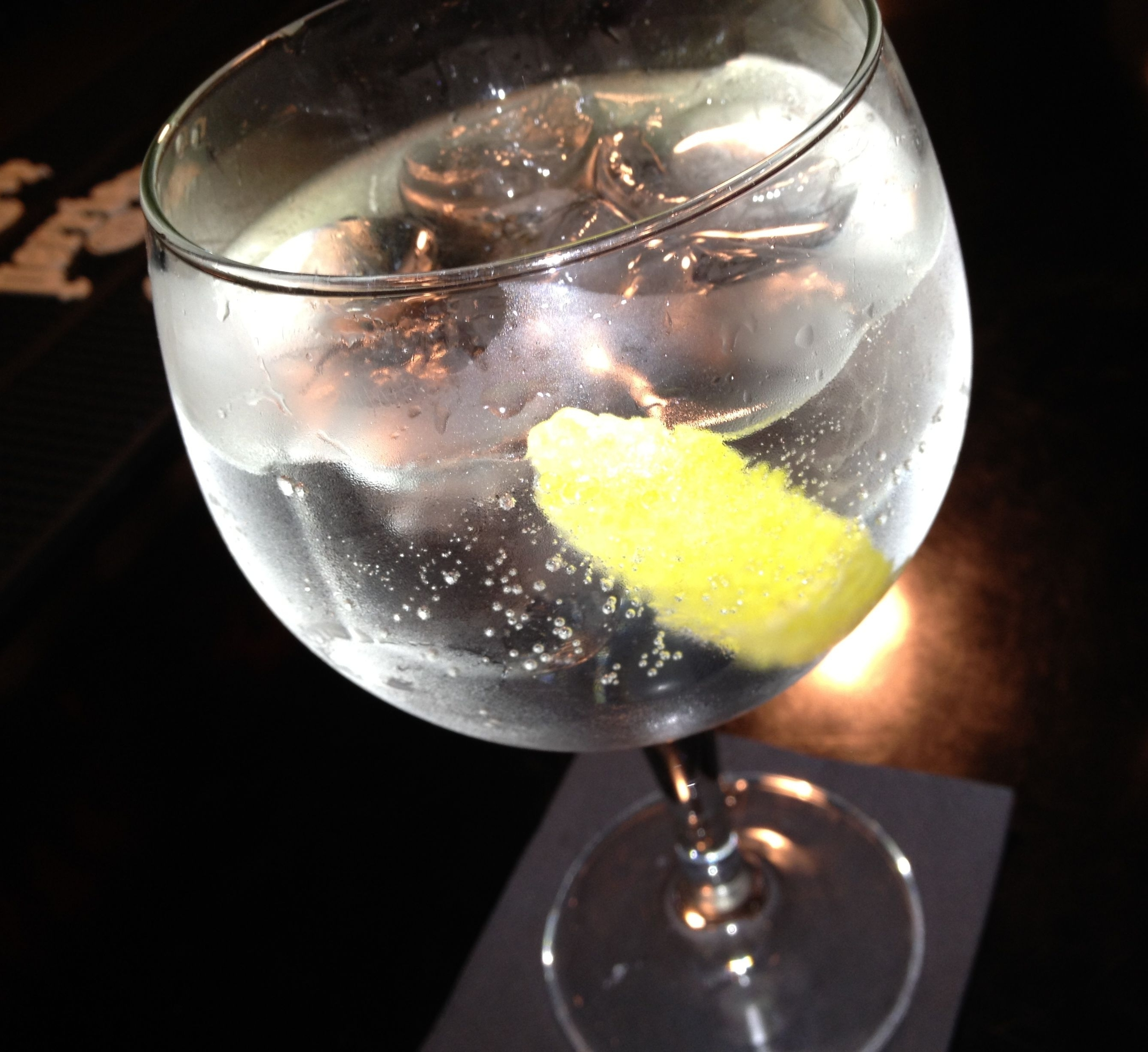
Джин-тоник со льдом и долькой лимона
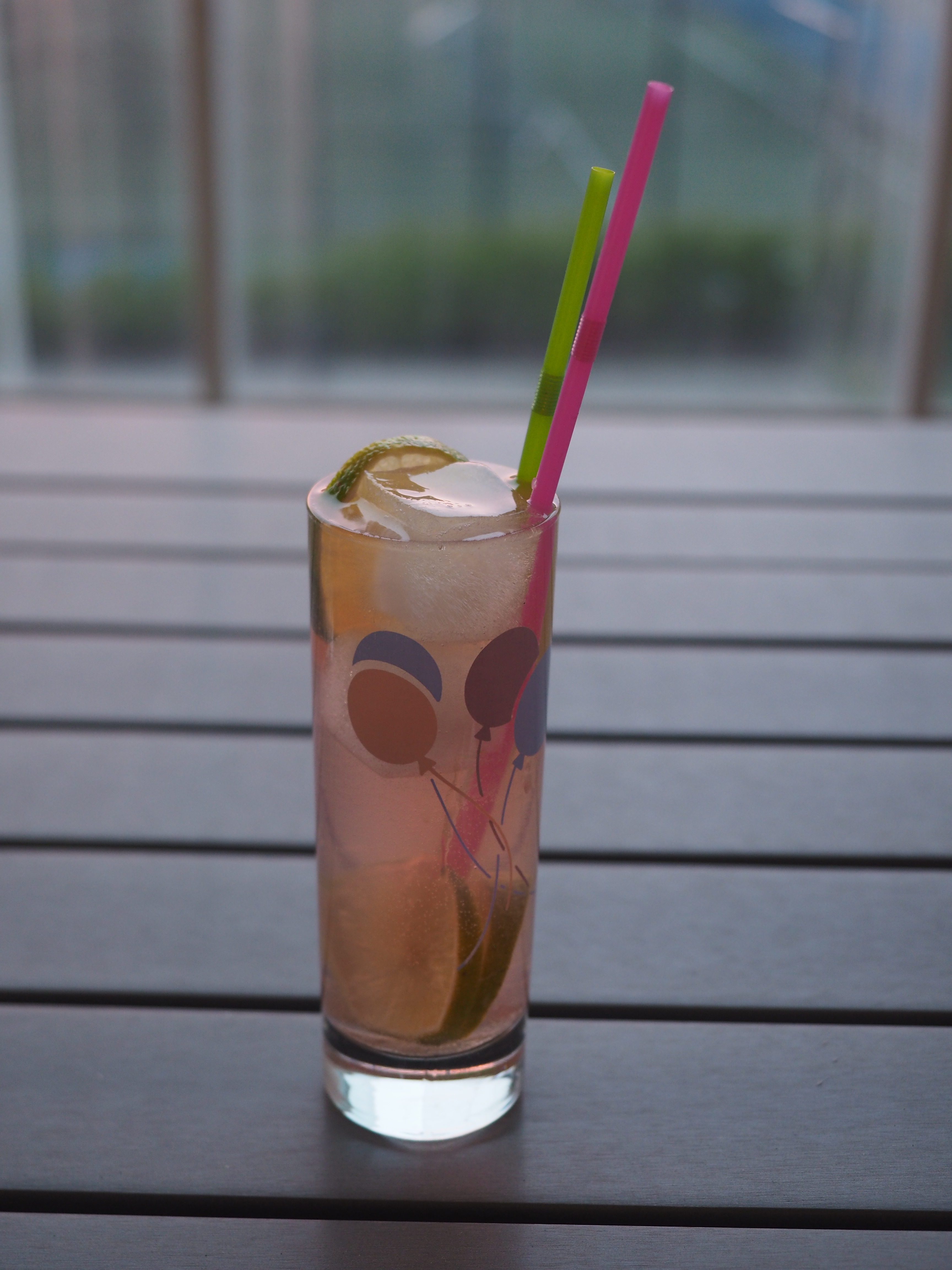
Джин с тоником изготовлен из джина Estonian Crafter's Gin. Растительные компоненты в джине придали напитку розовый цвет
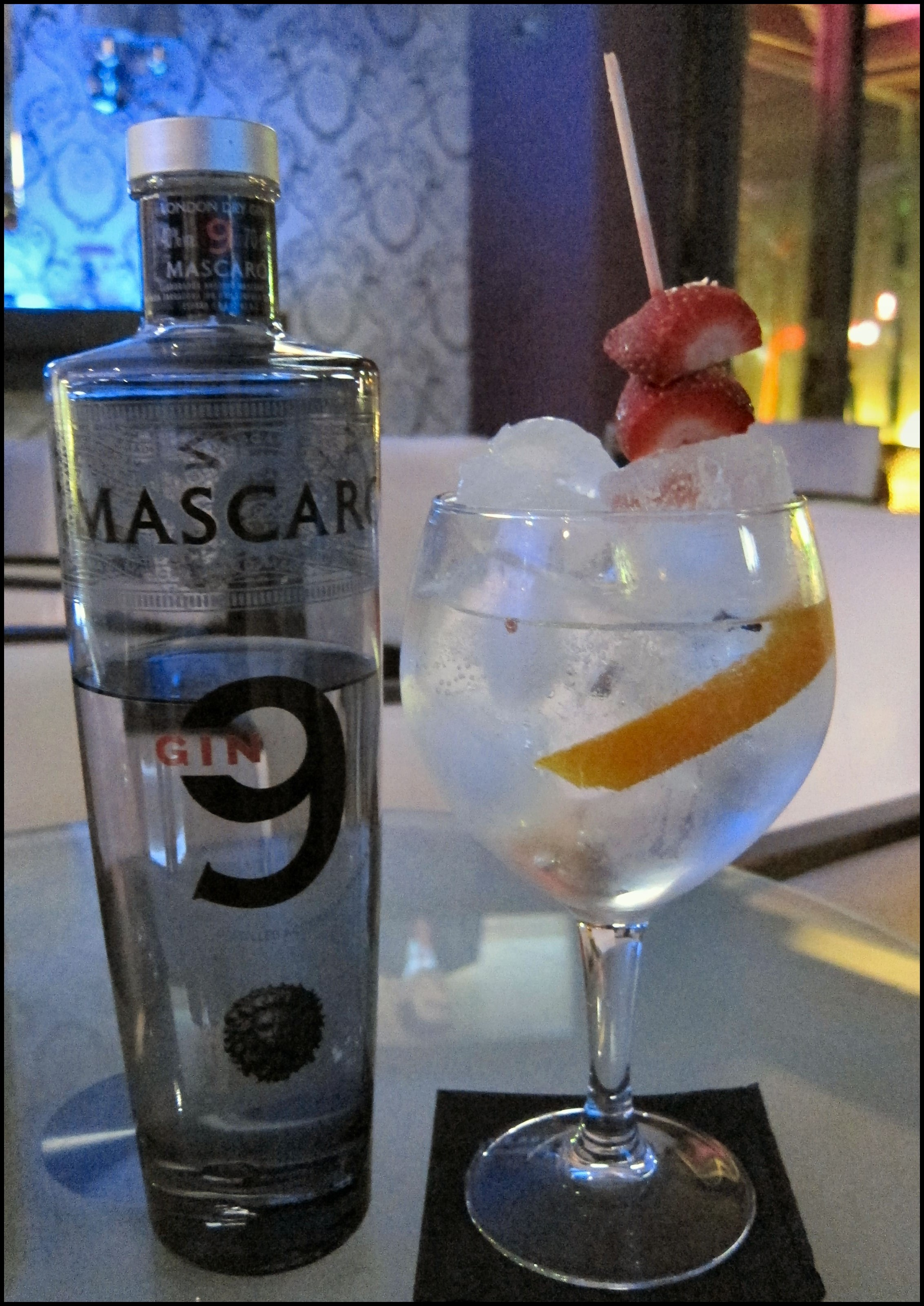
Испанский джин-тоник в бокале для воздушных шаров